# Boulon à roche
Pour les articles homonymes, voir Boulon d'ancrage.

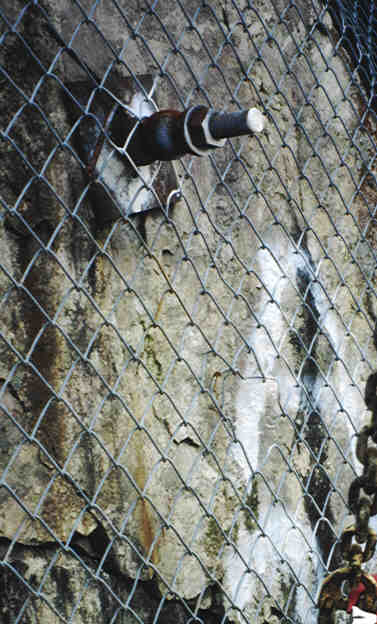
Boulon d'ancrage maintenant un grillage à mailles losangées

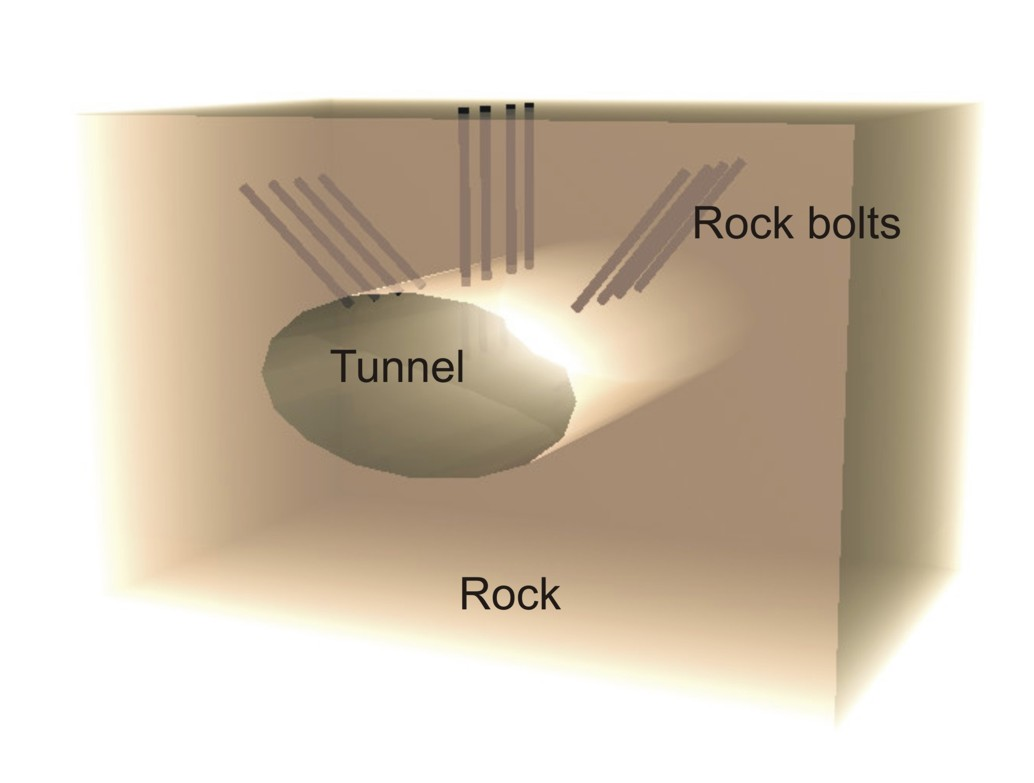
Schéma de boulonnage typique pour un tunnel

Un boulon à roche ou boulon d'ancrage est une longue tige d'ancrage, qui peut être utilisé dans les tunnels ou les excavations en roche, pour stabiliser les excavations rocheuses. Il transfère la charge de l'extérieur instable vers l'intérieur confiné (et beaucoup plus solide) de la masse rocheuse.
Les boulons à roche ont été utilisés pour la première fois dans l'exploitation minière dans les années 1890, avec une utilisation systématique documentée dans la  mine de plomb St Joseph (en) aux États-Unis, dans les années 1920. Des boulons à roche ont été appliqués au support de tunnel civil aux États-Unis et en Australie à partir de la fin des années 1940. Des boulons à roche ont été utilisés et développés à partir de 1947 par des ingénieurs australiens qui ont commencé à expérimenter des boulons à roche extensibles de quatre mètres de long alors qu'ils travaillaient sur le plan d'aménagement des Snowy Mountains.
Comme le montre la figure, les boulons à roche sont presque toujours installés selon un modèle dont la conception dépend de la désignation de la qualité de la roche (Core recovery parameters (en)) et du type d'excavation. Les boulons à roche sont un élément essentiel de la Nouvelle méthode autrichienne de tunnelage (en). Comme pour les boulons à roche, il existe de nombreux modèles de boulons à roche exclusifs, avec des moyens mécaniques ou époxy pour établir l'ensemble. Il existe également des boulons en fibre de verre qui peuvent être à nouveau coupés par une excavation ultérieure. De nombreux articles ont été écrits sur les méthodes de conception des boulons à roche.
Les boulons à roche fonctionnent en « tricotant » la masse de roche suffisamment avant qu'elle ne puisse bouger suffisamment pour se desserrer et tomber en se défaisant (pièce par pièce). Comme le montre la photo, des boulons à roche peuvent être utilisés pour soutenir le treillis métallique, mais cela ne représente généralement qu'une petite partie de leur fonction. Contrairement aux boulons à roche courants, les boulons à roche peuvent être «saisis» sur toute leur longueur par de petits cisaillements dans la masse rocheuse, de sorte qu'ils ne dépendent pas entièrement de leur résistance à l'arrachement. C'est un sujet de controverse dans le projet Big Dig, qui a utilisé les tests d'arrachement beaucoup plus légers pour les boulons à roche plutôt que les tests appropriés pour les boulons à roche en béton.
Des boulons à roche peuvent également être utilisés pour éviter les chutes de pierres (en)